# Stegana xiaoleiae
Stegana xiaoleiae är en tvåvingeart som beskrevs av Cao och Chen 2008. Stegana xiaoleiae ingår i släktet Stegana och familjen daggflugor. Inga underarter finns listade i Catalogue of Life.